# Сулима Яким Семенович
Сулима Яким Семенович (1737 — 1818) — український шляхтич, військовий та державний діяч Російської імперії, перекладач.

## Життєпис
Походив зі старовинної української шляхетської та козацької родини Сулим. Син переяславського полковника Семена Сулими й дочки лубенського полковника Василя Савича — Параски. Навчався у Києво-Могилянській академії та Санкт-Петербурзькому шляхетському кадетському корпусі, який закінчив у 1759 році із золотою медаллю, отримавши чин сержанта. Згодом стає викладачем у шляхетському корпусі.
У 1763—1776 роках обирався генеральним суддею України. У 1776 році повернувся до Санкт-Петербурга. За досить короткий термін зробив стрімку військову кар'єру: від сержанта — до генерал-майора, яке йому було присвоєно у 1778 році. Цього ж року вийшов у відставку. Увесь час мешкав у своїх маєтках — с. Сулимівка та містечку Баришівка.
В 1797 році Сулиму було призначено суддею Першого державного департаменту, а у 1799 році — таємним радником. У 1799 році отримує орден Святої Анни 1-го ступеня. Брав участь у битві при Аустерліці, за що Якима Сулиму було нагороджено великим хрестом Святого Володимира. З 1805 року Я.Сулима у свиті імператора Олександра I по квартирмейстерській частині. Про подальшу діяльність мало відомостей. Помер у 1818 році.

## Творчість
Відзначався освіченістю, знанням іноземних мов, займався літературною справою. Яким Сулима — автор Статуту шляхетського Кадетського корпусу та інших виховних актів, а також низки перекладів і щоденника, який вів французькою мовою. Переклад Сулими з французької мови книги абата Ренегата «Історія про віконта Тюренна» та інші його твори користувались популярністю.